# FCMU Nr. 20 und 22
Die Lokomotiven Nr. 20 und 22 (später LDE 846 und LDE 847) der Ferrocarril Machacamarca–Uncía (FCMU) waren zwei sogenannte Diesel-Krokodile des Schweizer Herstellers Sulzer.

## Geschichte und Technik
Um die Silber- und Zinnbergwerke im bolivianischen Hochland zu erschließen, wurde ab 1911 eine etwa 96 km lange meterspurige Strecke von Machacamarca nach Uncía gebaut. Die eingleisige Eisenbahnstrecke ging 1920 in Betrieb und diente dem Güter- und Personenverkehr. Die Strecke gehörte dem Eisenbahnunternehmen Ferrocarril Machacamarca–Uncía (FCMU). Die Strecke begann in Machacamarca auf 3.700 m Höhe, überquerte den 4.400 m hohen Paso de Bombo und endete auf 3.900 m Höhe in Uncía. Die maximale Steigung der sehr kurvenreichen Strecke betrug 25 Promille, der kleinste Kurvenradius 70 Meter und der zulässige Achsdruck zwölf Tonnen. Die zulässige Höchstgeschwindigkeit betrug 60 km/h.
In dieser Höhe herrschen extreme Klimaverhältnisse. Die Außentemperaturen schwanken zwischen −15 °C im Winter und +30 °C (im Schatten) im Sommer. In Machacamarca hatte die Strecke der FCMU Anschluss an die ebenfalls meterspurige Eisenbahnstrecke zum Minenzentrum Catavi, sowie nach Oruro, wo eine Verbindung zur Hauptstrecke nach La Paz bestand.
1933 begann bei der FCMU das Diesel-Zeitalter mit dem Erwerb von zwei Triebwagen aus Deutschland. 1939 bestellte die FCMU bei der Gebrüder Sulzer AG in Winterthur als Generalunternehmerin eine sechsachsige, dieselelektrische Lokomotive für den Güter- und Personenverkehr.
Das Pflichtenheft schrieb folgende Rahmenbedingungen fest:
- Beförderung eines Eisenbahnzuges von 250 Tonnen auf einer mittleren Steigung von 20 Promille im Dauerbetrieb.
- Befahren der gesamten Strecke mit einem 100 Tonnen schweren Personenzug in drei Stunden reiner Fahrzeit.
- Befahren der gesamten Strecke mit einem 150 Tonnen schweren Güterzug in 3,5 Stunden.
- Befahren der gesamten Strecke mit einem 250-Tonnen-Zug in 4 Stunden.

Die Firma Sulzer beauftragte zunächst die Firma Henschel&Sohn in Kassel als Zulieferer. Wegen des Zweiten Weltkrieges konnte Henschel den Auftrag nicht ausführen. Die Lokomotive wurde deshalb von Sulzer, MFO (elektrische Anlagen) und Les Ateliers Metallurgiques SA, Nivelles (Belgien) gebaut und 1949 fertiggestellt.
Die dreiteilige Lokomotive hatte die Bauform eines „echten Krokodils“. Die Lokomotivbrücke mit dem Lokkasten ruhte auf den beiden Triebdrehgestellen mit den niedrigen Vorbauten.
Ein Sechszylinder-Viertakt-Dieselmotor erbrachte eine Dauerleistung von 474 kW bei 700/min auf einer Höhe von 4.000 Metern. Der Dieselmotor trieb einen Haupt- und einen Hilfsgenerator an. Der Hauptgenerator lieferte die Energie für je einen elektrischen Traktionsmotor, der zusammen mit einem Ventilator über jedem Drehgestell in den Vorbauten angeordnet war. Die Antriebskraft wurde mit Hilfe eines Zahnvorgeleges und des Winterthurer Schrägstangenantriebs auf die drei Achsen jedes Drehgestells übertragen.
Die Triebdrehgestelle ähnelten sehr denjenigen der Ge 6/6 I der RhB. Der Hauptgenerator diente zudem zum Anlassen des Dieselmotors, wobei den dazu nötigen Strom zwei Anlass-Batterien lieferten. Die zwei Batterien waren in den Vorbauten untergebracht.
Der Hilfsgenerator war für die Erregung des Hauptgenerators, die Ladung der Batterien, die Speisung der Elektromotoren für die Kühlwasserpumpe, den Kühlerventilator, die Ventilatoren der Traktionsmotoren, den Bremskompressor und den Umformer zuständig, der den Strom für die Beleuchtung und die Steuerung lieferte.
Der Dieselmotor war gegen Überlastung geschützt und wurde automatisch abgeschaltet, wenn der Wasser- oder Schmieröldruck zu niedrig oder die Kühlwasser-Temperatur zu hoch war.
Die Lokomotivbrücke übertrug die Zug- und Stoßkräfte. Der Lokomotivkasten umfasste – wie bei den Krokodilen üblich – die beiden Führerstände.
Die Lokomotive, die als Nummer 20 bestellt wurde, durchlief bei der RhB ein ausführliches Testprogramm. Sie wurde 1952 als Nummer 22 nach Bolivien ausgeliefert, trug aber eine Platte mit der Nummer 20 und erhielt später die Betriebsnummer LDE 846.
Da sich die Lokomotive im Alltagsbetrieb gut bewährte, bestellte die FCMU eine zweite Lokomotive als Nummer 23. Diese Maschine wurde von den Firmen Sulzer, MFO und Krupp (Essen) gebaut. Ausgeliefert wurde die Lokomotive 1956 als Nummer 24, obwohl sie eine Platte mit der Nummer 22 trug. Später wurde diese Maschine in LDE 847 umgezeichnet.
1987 übernahm die Empresa National de Ferrocarriles (ENFE) die FCMU. 1995 wurde die ENFE aufgeteilt und teilprivatisiert. Ab dem Jahr 1996 betrieb die Empresa Ferroviaria Andina (FCA) das etwa 2.260 Kilometer lange Meterspur-Netz im Hochland von Bolivien. Die FCA übernahm die beiden Lokomotiven – die bis in die 1990er-Jahre im Einsatz standen – nicht.
Die LDE 846 wurde zuletzt 2008 auf dem Betriebsgelände der ENFE-/FCA-Werkstätte in Oruro gesehen und fotografiert. Die LDE 847 steht äußerlich gut restauriert in der Werkstätte der Patiño-Mine in Machacamarca. Diese Werkstätte ist seit 2009 das Eisenbahnmuseum Machacamarca, in dem verschiedene Eisenbahnfahrzeuge die Eisenbahngeschichte Boliviens dokumentieren.